# Павловский кадетский корпус
Па́вловский каде́тский ко́рпус (19.02.1829 — 25.08.1863) — военное учебное заведение в Санкт-Петербурге. 
До 1829 года военное учебное заведение именовалось, в периоды времени:
 ??.??.1794 — 09.10.1797 — Гатчинский сиротский дом;
09.10.1797 — 23.12.1798 — Дом военного воспитания;
23.12.1798 — 19.02.1829 — Императорский военно-сиротский дом.

## Сиротский дом
В 1794 году цесаревичем Павлом Петровичем был учреждён Гатчинский сиротский дом (не путать с Гатчинским сиротским институтом), на основе которого 31 марта 1797 года был образован Дом военного воспитания, с 12 апреля 1798 года получивший наименование: Императорский военно-сиротский дом. Образование его по Высочайшему повелению императора Павла I было утверждено 23 декабря 1798 года. 
Целью этого учреждения было воспитание бедных сирот обоего пола. Дом делился на 2 отделения: благородное и солдатское. В 1-м было 200 мальчиков и 50 девочек, a во 2-м — 800 мальчиков и 50 девочек. Директором Императорского военно-сиротского дома был назначен майор Веймарн. Располагался в здании дома графа Воронцова у Обухова моста.
Воспитанники благородного мужского отделения назывались кадетами и обучались по сокращённой программе кадетских классов. По окончании курса обучения кадеты производились в офицеры армии и лишь в виде исключения назначались в гвардию и специальные войска; 7 мая 1799 года в офицеры были произведены 17 воспитанников Военно-сиротского дома, 16 из которых были определены в гарнизонный полк Леццано (в Иркутске); 13 октября того же года ещё 24 воспитанника были выпущены офицерами в различные гарнизонные полки.
В солдатских отделениях воспитанники обучались Закону Божию, чтению, письму, арифметике и, по достижении 18 лет, определялись на действительную службу в войсковой части, в которой находились их отцы.
Обучение в женских отделениях производилось по программам, аналогичным программам обучения в мужских классах, но без математики и военных наук, а также, с добавлением различных рукоделий. По достижении воспитанницами шестнадцати лет родителям предоставлялось право забрать детей к себе, но при условии, «буде могут их содержать благопристойно». В противном случае воспитанницы оставались в ведении военно-сиротского дома и поступали «в партикулярные дома на урочное время с договором». При выходе замуж девицы получали приданое: благородные — 300 рублей из сумм кабинета Его Величества и 200 рублей из сумм дома; солдатские дочери — 200 рублей из кабинета и 100 рублей из заведения.
20 августа 1805 года солдатское отделение было расформировано, а его воспитанники распределены в гвардейские и армейские полки.
6 сентября 1806 года девичье отделение переведено в отдельное помещение.
12 декабря 1816 года штат увеличен до 500 кадет, причём в это число введено 30 унтер-офицеров.
Имеется информация, что директором его был барон Адольф Магнус Врангель (1778—1825).

## Кадетский корпус
19 февраля 1829 года военно-сиротский дом был уравнен по своей организации с остальными кадетскими корпусами и наименован в честь своего основателя Павловским кадетским корпусом. Одновременно из него было окончательно выделено девичье отделение, которое было названо Павловским институтом благородных девиц.
С 1848 года по 1850 год репетитором математических наук в кадетском корпусе был подпоручик А. И. Цвецинский.
Первым директором Павловского кадетского корпуса был генерал-лейтенант К. Ф. Клингенберг (1829−1843), последним — генерал-майор П. С. Ванновский (1861−1863).
25 августа 1863 года при переформировании военно-учебных заведений Павловский кадетский корпус упразднён, и старшинство его передано в Павловское военное училище.